# Département du Lom-et-Djérem
Département du Lom-et-Djérem är ett departement i Kamerun.   Det ligger i regionen Östra regionen, i den centrala delen av landet, 290 km nordost om huvudstaden Yaoundé.